# Semotrachia runutjirbana
Semotrachia runutjirbana är en snäckart som beskrevs av Alan Solem 1993. Semotrachia runutjirbana ingår i släktet Semotrachia och familjen Camaenidae. Inga underarter finns listade i Catalogue of Life.